# Ali Crawford
Pour les articles homonymes, voir Crawford.
Ali Crawford est un joueur de football écossais né le 30 juillet 1991. Il évolue au poste de milieu de terrain avec le club de Greenock Morton.

## Biographie
Il inscrit 10 buts en première division écossaise lors de la saison 2014-2015.
Le 10 juillet 2018, il rejoint Doncaster Rovers.
Le 1er février 2021, il est prêté à Tranmere Rovers.

## Palmarès

### Distinctions personnelles
- Membre de l'équipe-type de Scottish Championship (D2) lors de la saison 2013-2014